# Смітюх Григорій Євдокимович
Смітю́х Григо́рій Євдоки́мович (* 27 лютого 1961, с. Житнівка, Камінь-Каширський район, Волинська область) — український політик, підприємець, народний депутат України V, VI, VII скликань, к.юрид.н. Держ. службовець 1-го рангу (11.2007).

## Сім'я
Народився на Волині у багатодітній селянській сім'ї
Дружина Ірина Олександрівна (1973); дочка Олександра (1998); син Олексій (2000).
Брат – Смітюх Іван Євдокимович (1965) – депутат Волинської обласної ради від Аграрної партії (перший номер списку), директор ТзОВ «Ковельський хлібокомбінат». В 2019 році був довіреною особою кандидата в депутати Анатолія Гриценка.

## Освіта
Київ. вища школа МВС СРСР (1989), юрист; канд. дис. «Роль правоохоронних органів в забезпеченні конституційних прав громадян».

## Біографія
09.1978-11.79 — учень столяра, тесляр, ПМК-172 тресту «Волиньсільбуд». 
11.1979-12.81 — служба в армії, м. Красноґорськ Московської обл. 
06.1982-06.91 — служба в органах внутр. справ, м. Одеса, м. Симферополь, м. Київ. 
1991-1992 - заступник директора із загальних питань, Інститут соціології АН УРСР.
12.1992-10.2003 — керівник і засновник підприємницьких структур, м. Київ (K.I.E.V., «Транском», ANTARES).
10.2003-09.04 — заст. Керівника, Державне управління справами Президента України. 
12.2004-05.06 — ген. директор, ТОВ "Міжнародна компанія «АНТАРЕС».
05.2006 – 11.2014 – народний депутат України V, VI, VII скликань.

## Депутатська та політична діяльність
Народний депутат України 7-го скликання 12.2012-11.14 від Партії регіонів, № 49 у списку, член фракції Партії регіонів (12.2007-02.2014), член Комітету з питань аграрної політики та земельних відносин.
Народний депутат України 6-го скликання 11.2007-12.12 від Партії регіонів, № 115 в списку. На час виборів: нар. деп. України, член ПР.
10 серпня 2012 року у другому читанні проголосував за Закон України «Про засади державної мовної політики», який, на думку опозиції, суперечить Конституції України, не має фінансово-економічного обґрунтування і спрямований на знищення української мови. Закон було прийнято із порушеннями регламенту.
Народний депутат України 5-го скликання 04.2006-11.07 від Партії регіонів, № 94 в списку. На час виборів: ген. директор Міжнар. компанії «ANTARES», б/п. член Комітету з питань промислової і регуляторної політики та підприємництва (з 07.2006), член фракції Партії регіонів (з 05.2006).
Член Партії Регіонів (2006-14).
15 грудня 2013 року на провладному мітингу на Європейській площі у Києві Григорій Смітюх закликав людей звернутися до російського президента Володимира Путіна по «допомогу». Однак не отримав підтримки від провладного мітингу. Уже 4 березня 2014 року він робить іншу заяву: «… вище політичне керівництво Російської Федерації, на превеликий жаль, стало на шлях шаленої ескалації збройного силового конфлікту, а по суті – військової агресії проти суверенної України». В ній же він заявляє про «холоднокровну, послідовну та протиправну, навіть агресорську збройну військову операцію» з боку того, у кого ще вчора шукав союзника».
16 січня 2014 року голосував за закони, які суперечать Конституції України, Конвенції про захист прав людини і основоположних свобод, прямо суперечать зобов'язанням і обов'язкам України як члена ООН, Ради Європи та ОБСЄ. 28 січня 2014 року голосував за те, щоб визнати ці закони такими, що втратили чинність.
На початку роботи Верховної Ради VII скликання допускав створення парламентської коаліції Партії Регіонів з партією «Удар».
Помічений в порушенні ст. 84 Конституції України щодо особистого голосування у Верховній Раді. У то же час, виступив автором проєкту постанови про внесення змін до Регламенту Верховної Ради щодо забезпечення особистого голосування депутатів.
Крім того, є автором низки законопроєктів – зокрема 4 у V скликанні, 43 у VI скликанні та 15 у VII скликанні.
Серед них: низка законопроєктів щодо заборони грального бізнесу , один з яких став діючим законом; про легалізацію доходів юридичних та фізичних осіб, підтримки загальноосвітніх навчальних закладів у сільській місцевості, заборони стягування орендної плати за землю із закладів освіти, культури, науки та спорту, заборони діяльності екстрасенсів, знахарів, ворожок, хіромантів. Був ініціатором законопроєкту про хімічну кастрацію як додаткове покарання для насильників неповнолітніх.
Як член Комітету Верховної Ради України з питань аграрної політики та земельних відносин Смітюх Г.Є. був автором законопроєктів, направлених на: забезпечення підтримки розвитку виноградарства, садівництва, хмелярства, льонарства, збереження ґрунтів та охорону їх родючості, посилення заходів боротьби з фальсифікацією молочних продуктів. Є автором законопроєкту про ринок земель. Виступав за обмежений ринок землі, суб’єктами якого повинні бути лише громадяни України, державний земельний банк і місцеві громади без доступу олігархів.
Під час роботи у парламенті був членом груп з міжпарламентських зв’язків з Сполученими Штатами Америки, Китаєм, Німеччиною, Польщею, Італією, Російською Федерацією та В’єтнамом.
У вересні 2018 року був однім із підписантів листа до патріарха Варфоломія, в якому закликав не приймати поспішних рішень щодо надання томосу та перенести розгляд питання до президентських виборів.
Портал «Слово і діло» визначає рівень виконання обіцянок Григорієм Смітюхом у розмірі 67%.

## Підприємницька діяльність
Відповідно до даних YouControl, Григорій Смітюх є бенефіціаром у низці підприємств:
СІГОО, "Компанія з управління активами "АНТАРА, Міжнародна компанія "Антарес" (виробництво титану, поставки газу та дизельного палива, будівництво нерухомості, транспортні послуги), Агро-Еталон (виробництво фруктів та постачання їх до великих торговельних мереж), Фінансова компанія "Антарес", "Зорич", Науково-виробничий центр "Форель" (прісноводне рибництво - вирощування та продаж форелі, осетра, коропа, сома), "Будівельна компанія «Форт», "Ковельський хлібокомбінат", МАК, "Еліт Сад, Керам-Еталон, Компанія "Грітіс" (будівництво, експлуатація та обслуговування дошкільного та шкільного закладу на Столичному шосе (Конче-Заспа) у Голосіївському районі м. Києва).
Є засновником Благодійної організації Благодійний фонд інноваційної освіти «Гармонія і процвітання».

## Нагороди
Орден «За заслуги» III ст. (23 серпня 2011 року)